# Слободан Милошевич
Слобода́н Мило́шевич (серб. Слободан Милошевић, сербохорв. Slobodan Milošević, 20 серпня 1941, Пожареваць, Німецька військова адміністрація в Сербії — 11 березня 2006, Гаага, Нідерланди) — югославський та сербський політик і державний діяч, президент Союзної Республіки Югославія (1997—2000), Сербії (1986—1997), воєнний злочинець. Колишній високопосадовець Комуністичної партії Сербії у 1980-х та Соціалістичної партії Сербії з початку її заснування в 1990 році по 2003 рік. 
Слободан Милошевич — ключова фігура конфліктів, що виникли після розпаду Югославії на початку 1990-х років; багато хто вважає Милошевича одним із головних винуватців цих подій, а дехто — жертвою свавілля США і НАТО; ставлення до нього і в Югославії, і у світі вкрай неоднозначне.

## Біографія
Народився в місті Пожаревац у бідній сім'ї. На час його народження Югославія четвертий місяць була під окупацією німецьких військ у ході Другої світової війни. Ріс разом зі старшим братом Бориславом, який пізніше стане дипломатом. Батько покинув сім'ю одразу після війни, Слободана виховувала мати, затята комуністка. 1962 року батько покінчив життя самогубством. Мати Станислава Милошевич (до шлюбу Колдженшик) працювала шкільною вчителькою та була активною членкинею Комуністичною партії Югославії. Вона так само покінчила життя самогубством. Дядько Слободана (брат Станислави) Милсав Колдженшик був майором-генералом в Югославській Народній Армії, так само, як і його сестра, закінчив життя самогубством.

### Освіта
Вищу освіту Милошевич здобув у юридичному інституті Белградського університету, де став головою ідеологічного комітету Союзу комуністів Югославії та Союзу соціалістичної молоді Югославії. Бувши в університеті, він подружився з Іваном Стамболичем. Його дядько Петар Стамболіч був головою Сербського Виконавчого Комітету
Після закінчення університету, Милошевич став економічним радником мера Белграда Пешича Бранко. Через п'ять років він одружився з Міряною Маркович, разом з якою ростив двох дітей: Марка та Марію.

### Прихід у політику
Член Комуністичної партії Югославії з 1959 року. 1984 року він очолив партійну організацію столиці, а через два роки став лідером сербських комуністів. У 1986—1989 роках був головою Союзу комуністів Югославії. 1989 року Милошевича обрано на президента Республіки Сербія. Він одразу почав урізати автономію Косова, що спричинило хвилю протесту. Тоді в Косово були введені війська. 1991 року після оголошення незалежності Словенією та Хорватією спрямував туди частини федеральної югославської (але вже по суті — сербської армії). Словенський конфлікт був майже безкровний, на відміну від хорватського, де при обстрілі одного міста Дубровник загинуло 114 осіб і зруйновано багато історичних пам'яток.
У 1997 році Слободан Милошевич став президентом Югославії, яка вже складалася тільки із Сербії та Чорногорії.
У 1999 році ООН і НАТО звинуватило його у воєнних злочинах, порушенні Женевської конвенції та геноциді.
На президентських виборах 2000 року переміг його суперник Воїслав Коштуниця, проте він не набрав абсолютної більшості голосів. Милошевич зажадав проведення відповідно до закону другого туру голосування. У результаті вуличних демонстрацій за підтримки західних країн і США 5 жовтня 2000 року режим Милошевича повалено (6 жовтня він подав у відставку). Через кілька місяців його заарештовано, а в червні 2001 року за ініціативою прем'єр-міністра Зорана Джинджича таємно передано Міжнародному трибуналу щодо воєнних злочинів у колишній Югославії, що викликало обурення президента Коштуниці.

## Суд над Милошевичем
У травні 1999 року Гаазький трибунал для колишньої Югославії висунув звинувачення проти колишнього президента Югославії Слободана Милошевича в скоєнні військових злочинів у Косово в 1999 році. Милошевича та чотирьох вищих югославських керівників обвинувачено за п'ятьма пунктами, кваліфікованими як злочини проти людства — убивства, переслідування з політичних, расових і релігійних мотивів, депортації — і по одному пункту, кваліфікованому як порушення законів і звичаїв війни. В обвинувальному висновку мовилося, що, зважаючи на їхнє високе командне становище, вищеназвані особи особисто відповідальні за порушення міжнародного гуманітарного права. В обвинувальному висновку стверджувано, що з 1 січня до кінця травня 1999 року збройні сили та поліцейські підрозділи СРЮ, поліція Сербії та сербські напіввійськові формування, які перебували під контролем обвинувачених, спільно проводили в Косово серію широкомасштабних систематичних нападів на населені переважно албанцями міста й села. У зв'язку з цим, згідно з обвинувальним висновком, обвинувачені несуть відповідальність за вигнання з Косово близько 750 тис. етнічних албанців, що становить майже одну третину всього албанського населення краю. Крім того, тисячі албанців інтерновано в самому Косові, невідоме число вбитих. Милошевича та інших керівників країни звинувачували у вбивстві конкретних 340 осіб, імена яких названо в додатку до звинувачення.
1 квітня 2001 року Милошевича заарештовано відповідно до югославського законодавства за звинуваченням у скоєнні кримінальних злочинів (зловживання службовим становищем й об'єднання в групи для скоєння кримінальних злочинів).
28 червня 2001 року колишнього президента Югославії Слободана Милошевича передано Гаазькому Міжнародному трибуналові щодо колишньої Югославії (МТКЮ) та переведено у в'язницю ООН у Гаазі. 3-го липня 2001 року відбулася його перша зустріч із суддями МТКЮ. Від послуг адвокатів екс-президент відмовився, заявивши, що Гаазький суд незаконний і він його не визнає.
Судовий процес почався 12 лютого 2002 року.
Злочини, у яких обвинувачено Слободана Милошевича на основі його особистої відповідальності:
- Боснія і Герцеговина, 29 злочинів із 1 серпня 1991 року до 31 грудня 1995 року. Геноцид: масові вбивства боснійських мусульман і хорватів (страта декількох тисяч мусульман у Сребрениці в липні 1995 року), створення концтаборів (близько 50 на території Боснії), насильницьке переселення більш як 250 тис. осіб;
- 10 злочинів проти людства: переслідування на політичному, національному й релігійному ґрунті, вбивства, тортури, антигуманні дії, незаконне ув'язнення;
- 8 порушень Женевських конвенцій 1949 року: убивства, спричинення страждань, невиправдані руйнування, псування майна;
- 9 порушень законів і звичаїв ведення війни: варварське руйнування населених пунктів (обстріл Сараєва), руйнування й завдання збитку історичним пам'яткам, привласнення майна, напад на мирних жителів.

У зв'язку з погіршенням стану здоров'я процес над Слободаном Милошевичем переривали 22 рази. Він клопотав про лікування в Росії, заявивши, що лікарські заходи, зроблені в місці утримання, результату не дали й носили суто поверхневий характер. Трибунал відмовив йому, мотивуючи відмову тим, що посилання на хворобу є лише приводом для того, щоб сховатися від суду.
11 березня 2006 року Слободана Милошевича знайдено мертвим у його камері в'язниці Гаазького трибуналу. Він помер від серцевого нападу.
14 березня 2006 року Міжнародний кримінальний трибунал для колишньої Югославії закрив справу Слободана Милошевича.